# Villa Nidaros

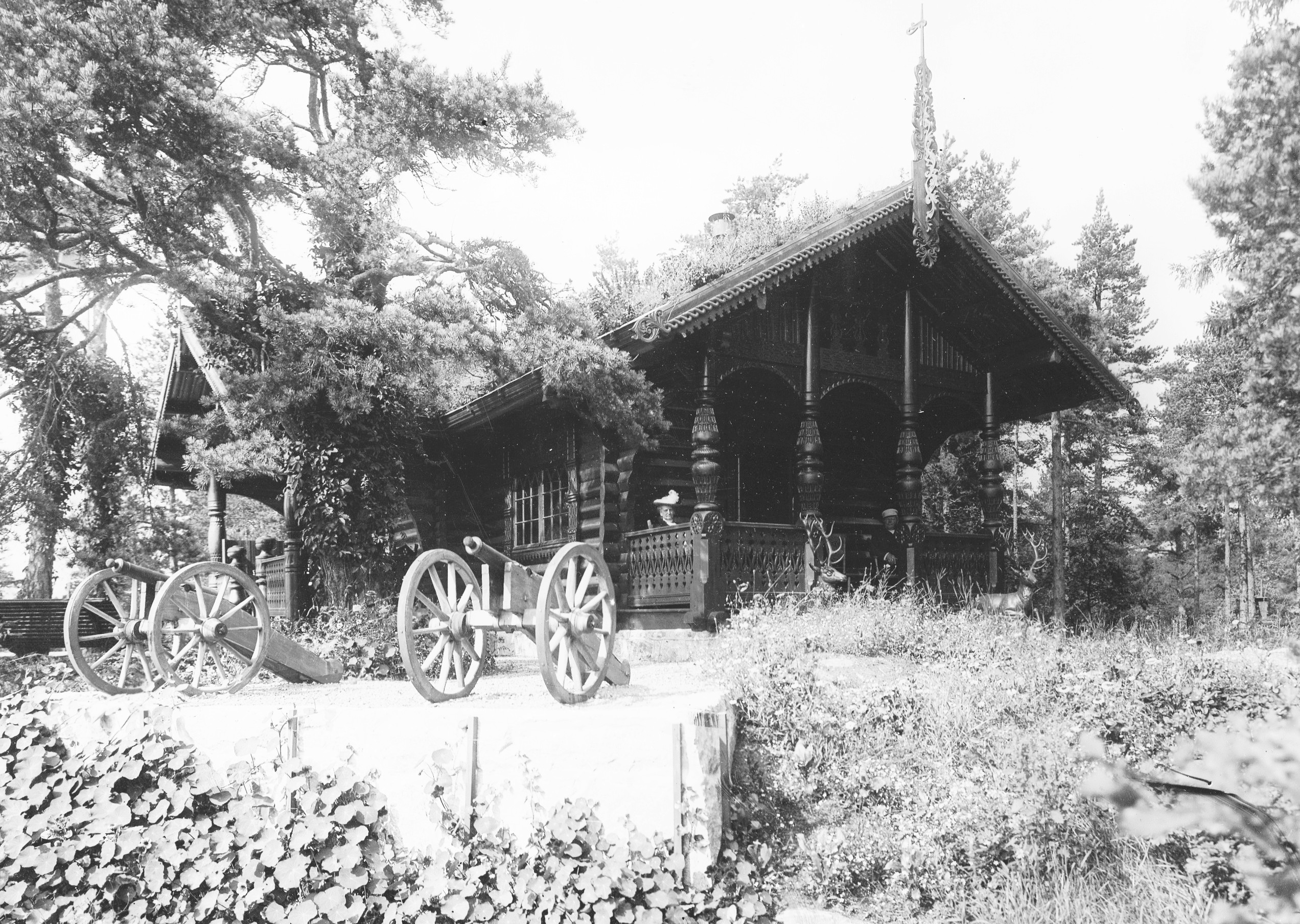
Sommarvillan Nidaros med två salutkanoner, troligen år 1907.

Nidaros kallades en sommarvilla som låg i nuvarande Kappsta naturreservat i kommundelen Skärsätra i Lidingö kommun. Villan var Trondheims officiella utställningspaviljong vid Allmänna konst- och industriutställningen 1897. Efter utställningens slut fraktades huset till Kappstaområdet och blev sommarnöje. Nidaros brann ner efter ett blixtnedslag i juli 1960. Idag återstår husgrunden och rester efter en prydnadsdamm.

## Historik

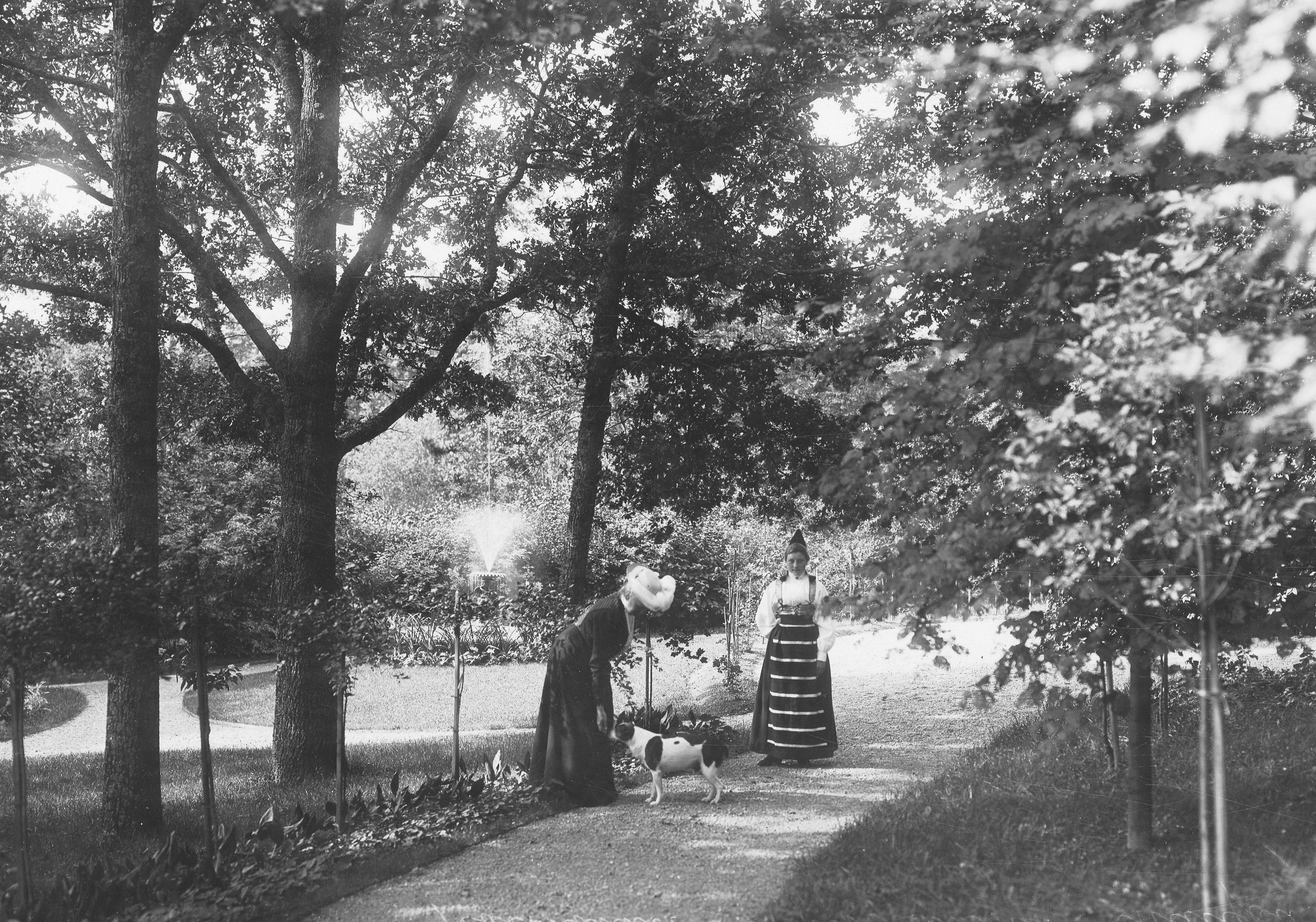
Villa Fredriksbergs park, 1907.

Nidaros hörde till sommarnöjet Fredriksberg som byggdes 1883 för den norskfödde grosshandlaren David Dietrichsson. Närmaste granne i väster var Kappsta som ägdes av läkaren Per Johan Wising. Stället blev sedermera känt som Raoul Wallenbergs födelseplats. Närmast i öster byggde slottsarkitekten Ernst Jacobsson sin sommarvilla Solbacken som fortfarande existerar.
Egendomen Fredriksberg omfattade till en början 10 000 m² och var liksom Kappsta en avstyckning från Skärsätra gård. Efter ytterligare markköp ägde Dietrichsson slutligen 15 600 m² i Kappstaområdet. På backen ovanför Fredriksberg lät David Dietrichsson resa Nidaros, ursprungligen Trondheims officiella utställningspaviljong vid Stockholmsutställningen 1897. Nidaros är även en äldre benämning på staden Trondheim. Utställningspaviljongen var formgiven i fornnordisk stil med drakslingor och runtexter. Förebilden var ålderdomliga norska gårdsbyggnader. Paviljongen var en påkostad timmerbyggnad i en våning med grästorv på taket och omsorgsfullt utförda fasadsnickerier. Det var ett monteringsfärdigt hus, ritat av den norske arkitekten och industrimannen Christian Thams och tillverkat av hans byggföretag M. Thams & Co som i Norge även producerade monteringsfärdiga träkyrkor, kapell, villor och skolor. Han ritade även Norges paviljong till världsutställningen 1889 i Paris.
Efter utställningens slut köptes paviljongen av Dietrichsson. Huset plockades sedan isär, delarna fraktades till Kappstaområdet och sammansattes där igen på en anlagd terrass med vidunderlig utsikt över Lilla Värtan. Framför timmerbyggnaden, som nu kallades Nidaros, anordnades en halvrund terrass med flera mindre prydnadskanoner och på en avsats intill huset stod två större salutkanoner, samtliga pekade ut mot Lilla Värtan. Vid ena gaveln låg två bronserade hjortar formade av cement. I interiören fortsatte den fornnordiska stilen, även som dekor på bland annat möbler, matserviser och prydnadsföremål. 
Stigen från huvudbyggnaden upp till Nidaros hade trappsteg huggna direkt ur berget och var kantad med planteringar. Intill Nidaros anlades en näckrosdamm med en liten bågbro av betong. Vattnet till dammen pumpades från en grävd brunn till en cistern och leddes därifrån till dammen. Vattnet togs även för bevattning av huvudbyggnadens växter. Trycket räckte också att mata några fontäner i Fredriksbergs parkliknade trädgård. Nidaros användes bara sommartid och i samband med festliga tillställningar. 

### Historiska bilder

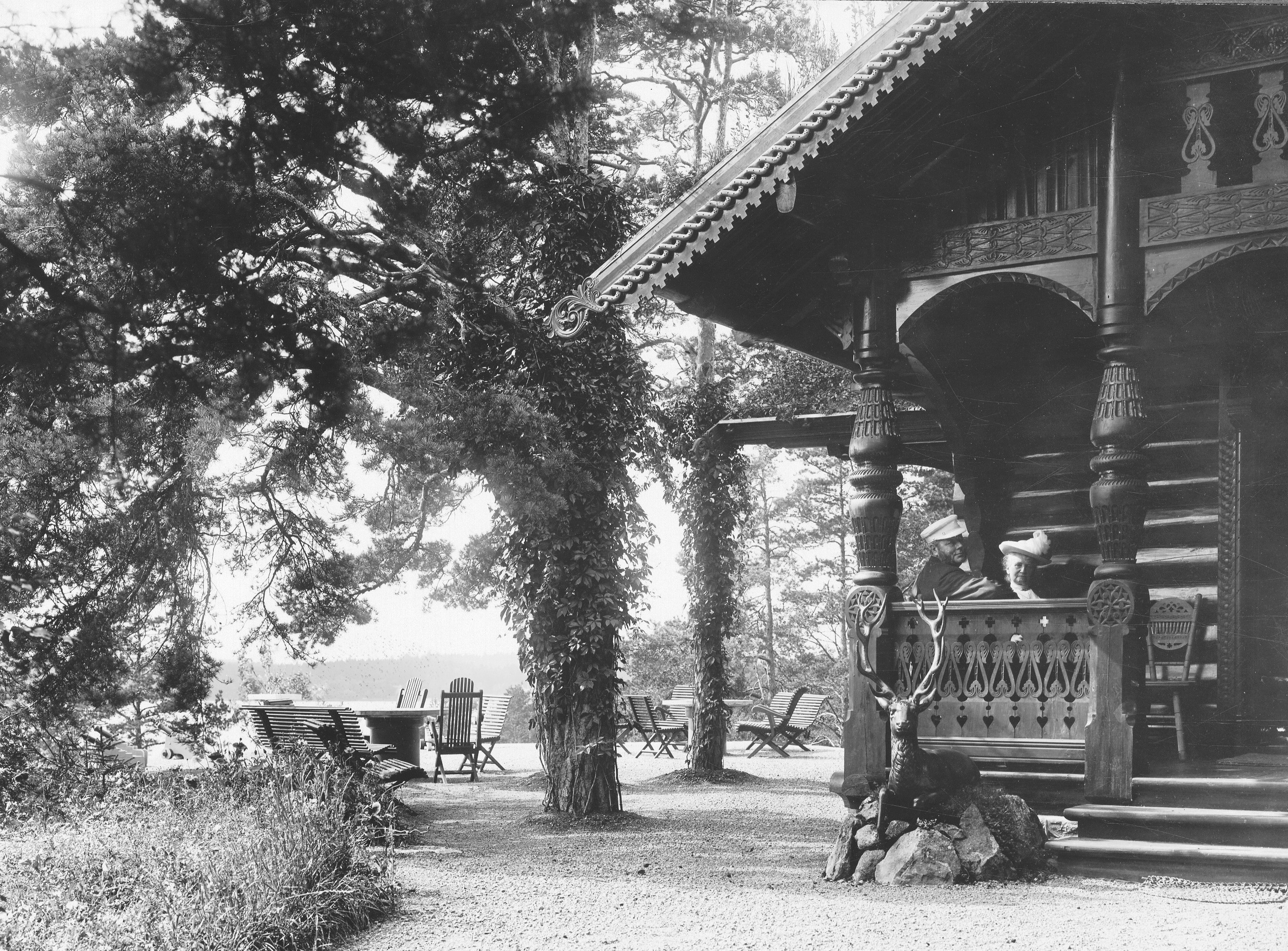
Veranda med en av prydnadshjortarna.
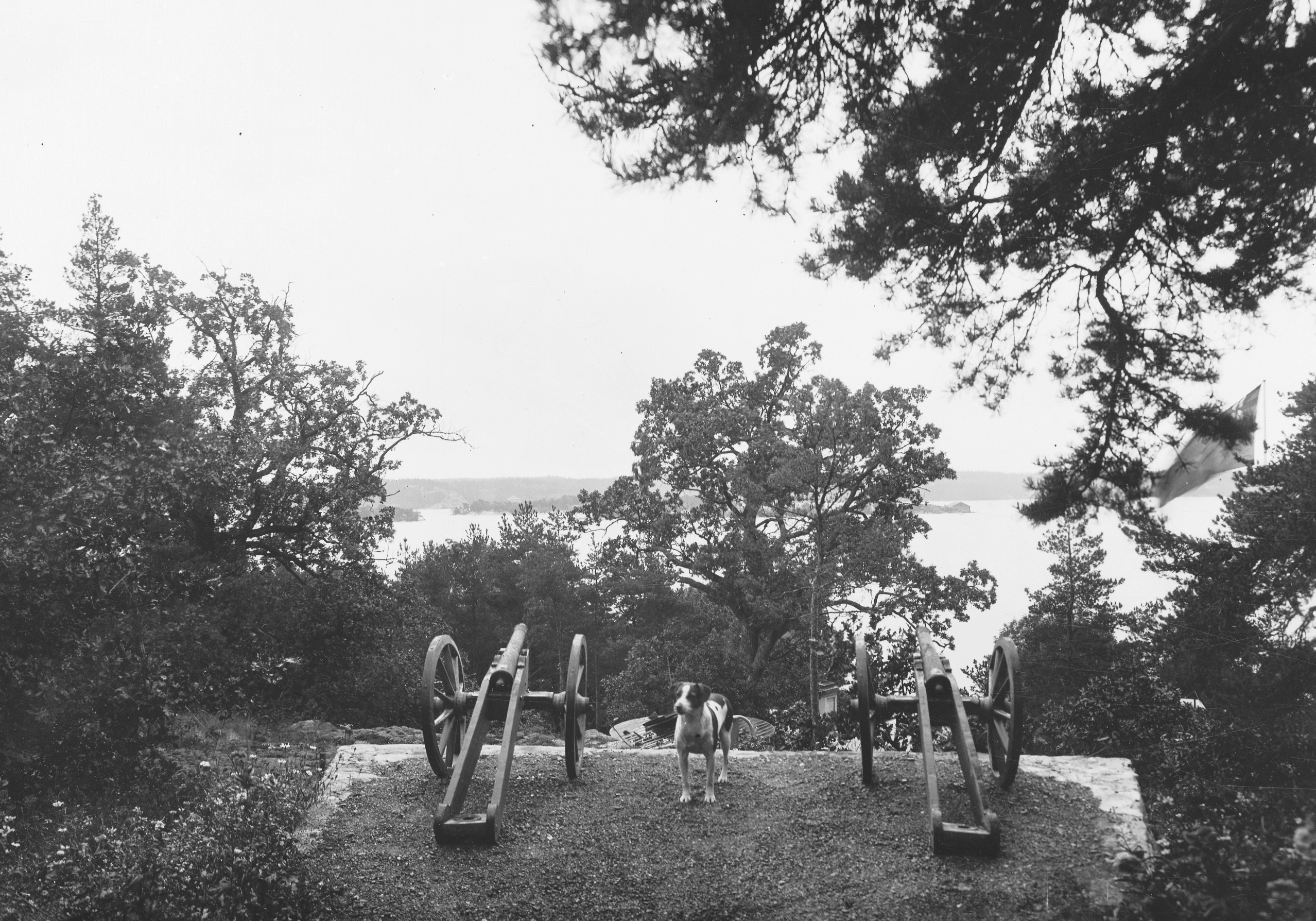
Utsikt över Lilla Värtan.
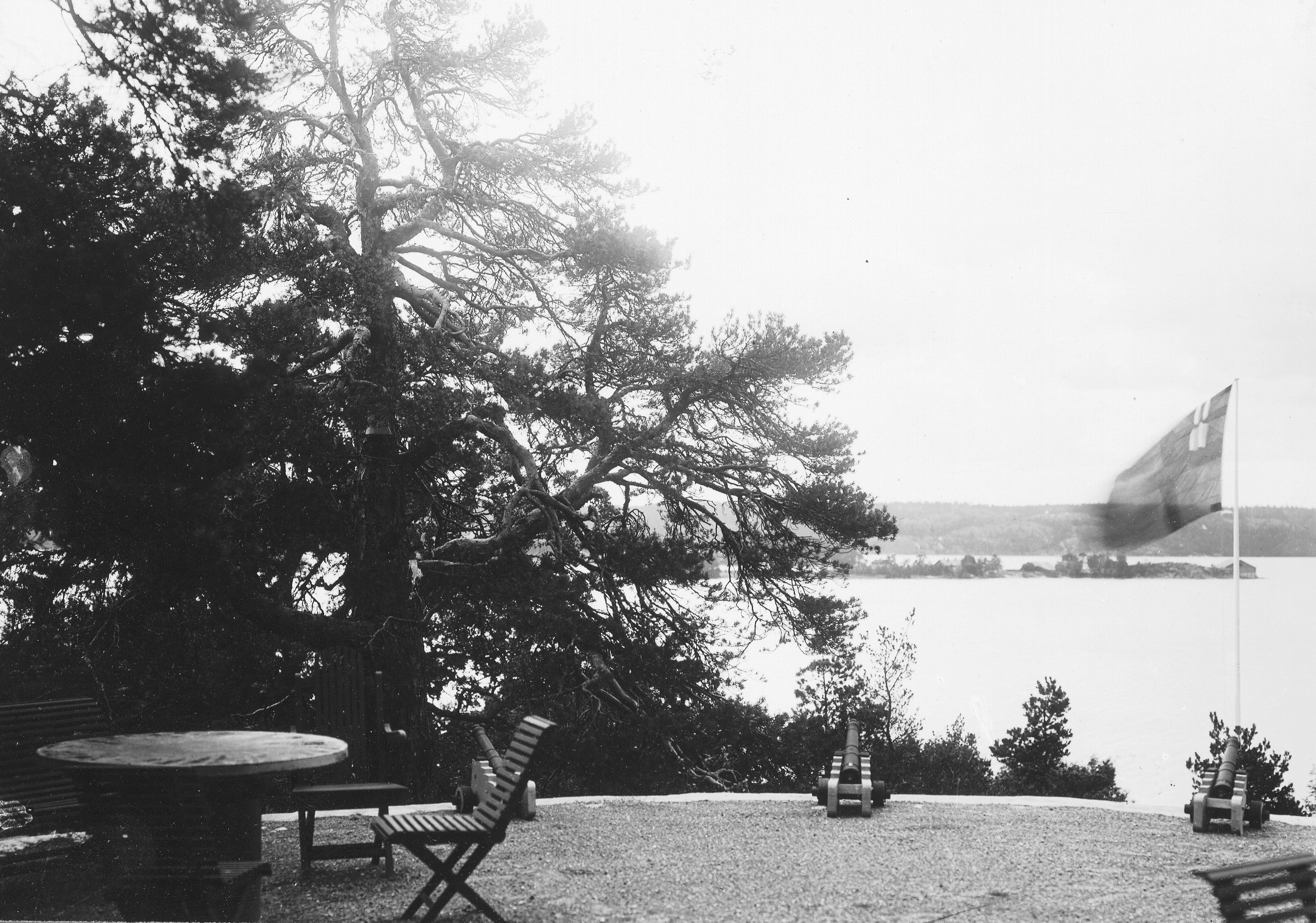
Utsikt över Lilla Värtan.
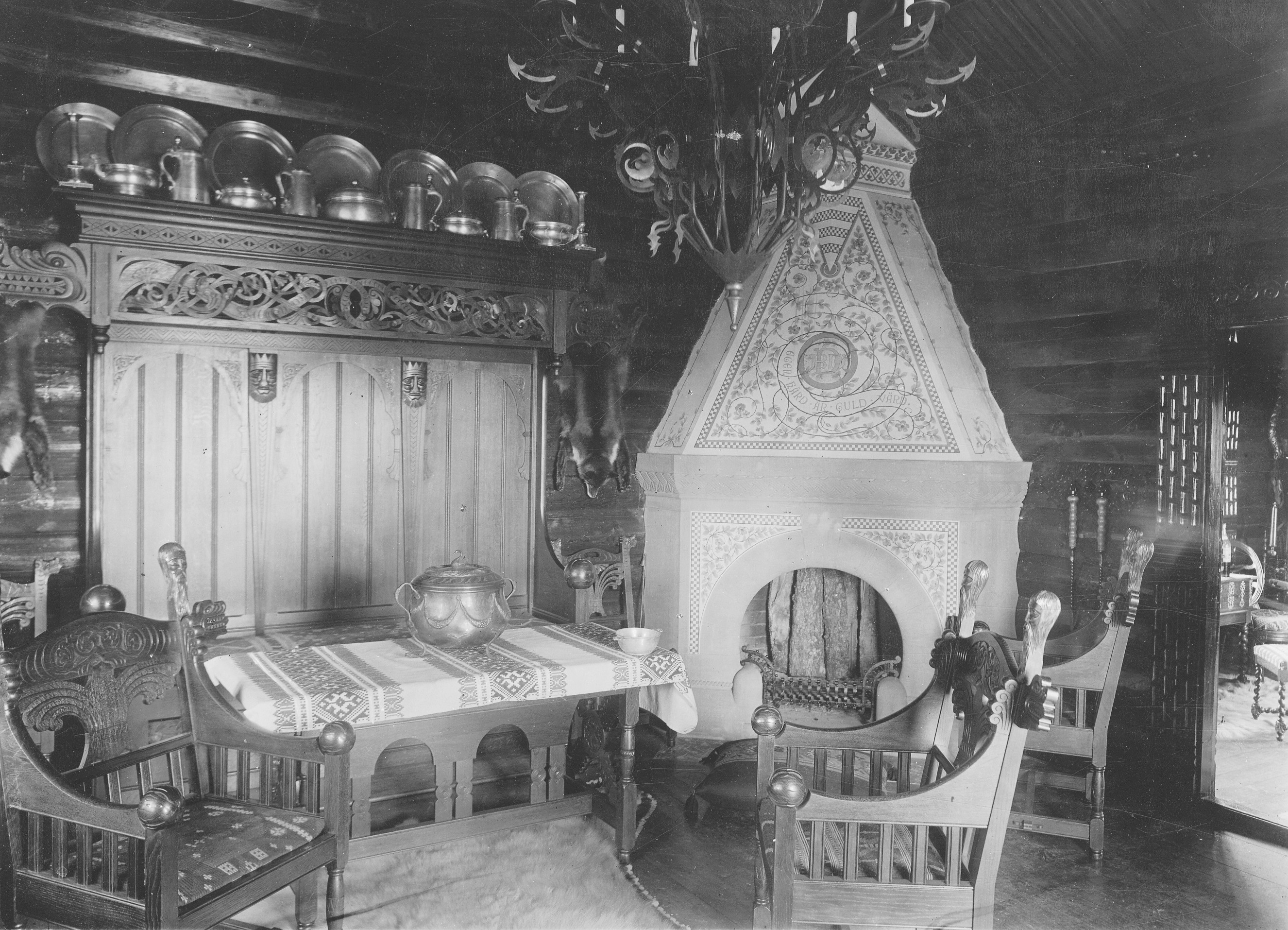
Interiör med öppen spis.

### Nidaros vidare öden
I februari 1919 avled David Dietrichsson 68 år gammal i sitt hem på Regeringsgatan 57 i Stockholm. Hans hustru tvingades sälja Fredriksberg och Nidaros. Därefter hyrdes Nidaros ut som sommarställe. År 1948 uppläts Nidaros som lägerstuga för Lidingös scoutkår och användes som sådan ett antal år. Huset stod därefter oanvänt och brann ner efter ett blixtnedslag i juli 1960.
Vid den tiden ägdes egendomarna Fredriksberg och Kappsta av byggföretaget Östlunds Bygg AB (sedermera dotterbolag till JM), som hade för avsikt att exploatera marken för bostadsbebyggelse. 1974 upprättade kommunen ”Skiss till generalplan” som redovisade en höghusbebyggelse för omkring 500 invånare. Planerna möttes av protester och krav på att freda och bevara Fredriksberg och Kappsta som grönområde. 1986 förvärvades området av Lidingö kommun och 1996 blev det klassat som naturreservat.
Av Nidaros återstår idag en gråstensgrund, den halvrunda terrassen, prydnadsdammen (utan vatten), valvbron och vattencisternen. Villa Fredriksberg finns också kvar dock i nybyggt skick och utan den ursprungliga snickarglädjen efter en brand på 1980-talet.

### Nutida bilder

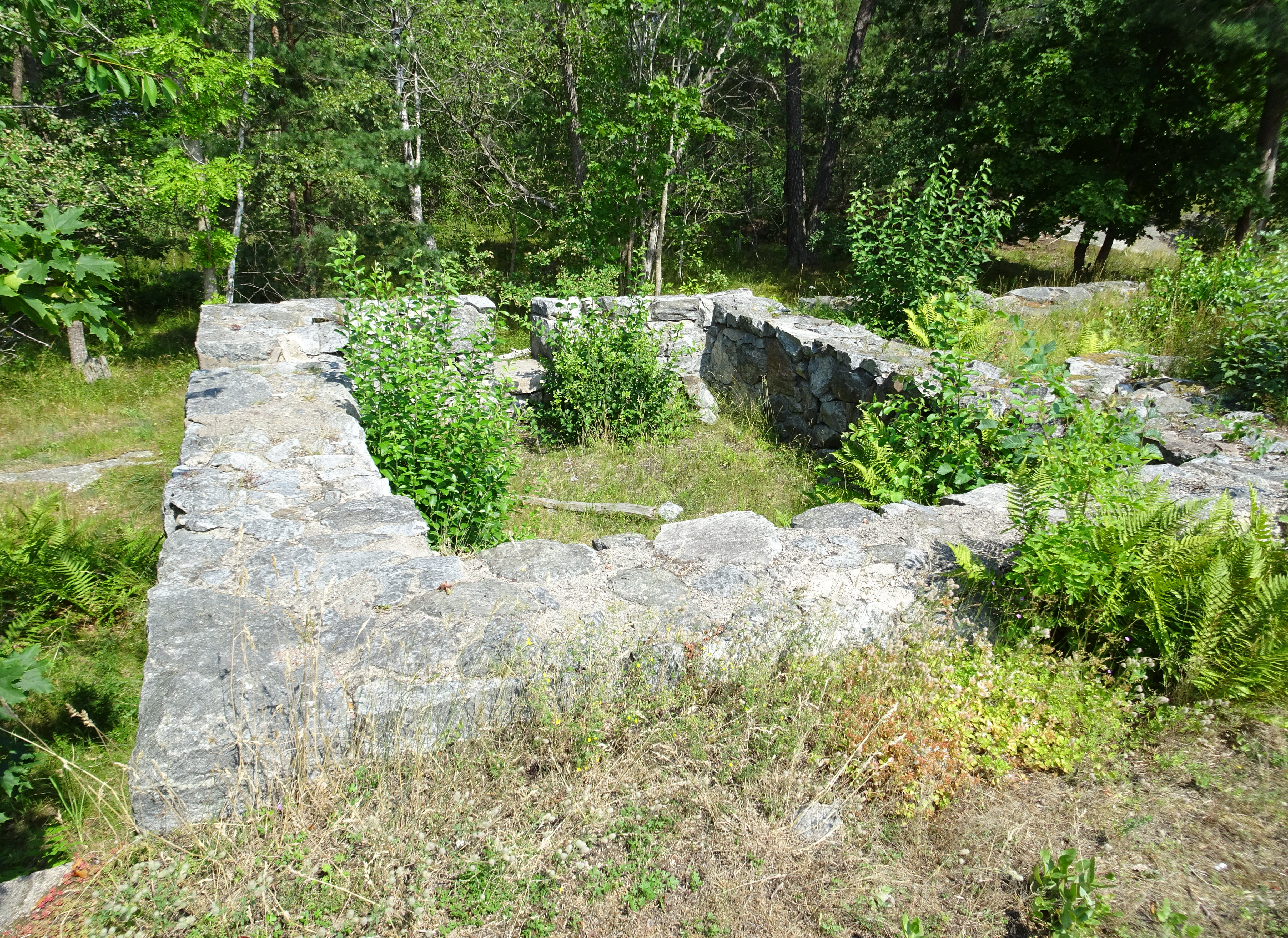
Grunden efter Nidaros.
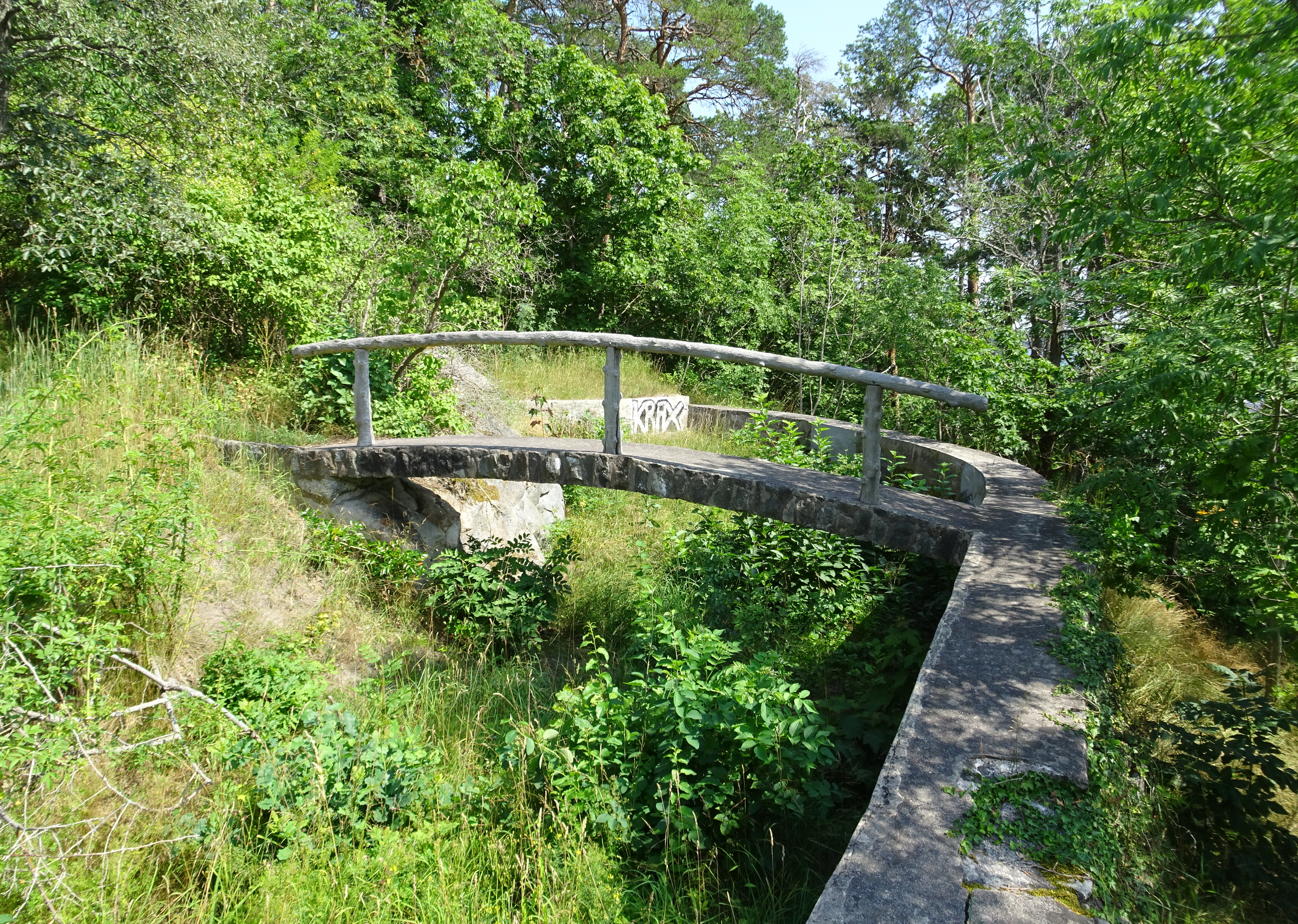
Prydnadsdammen och bågbron.
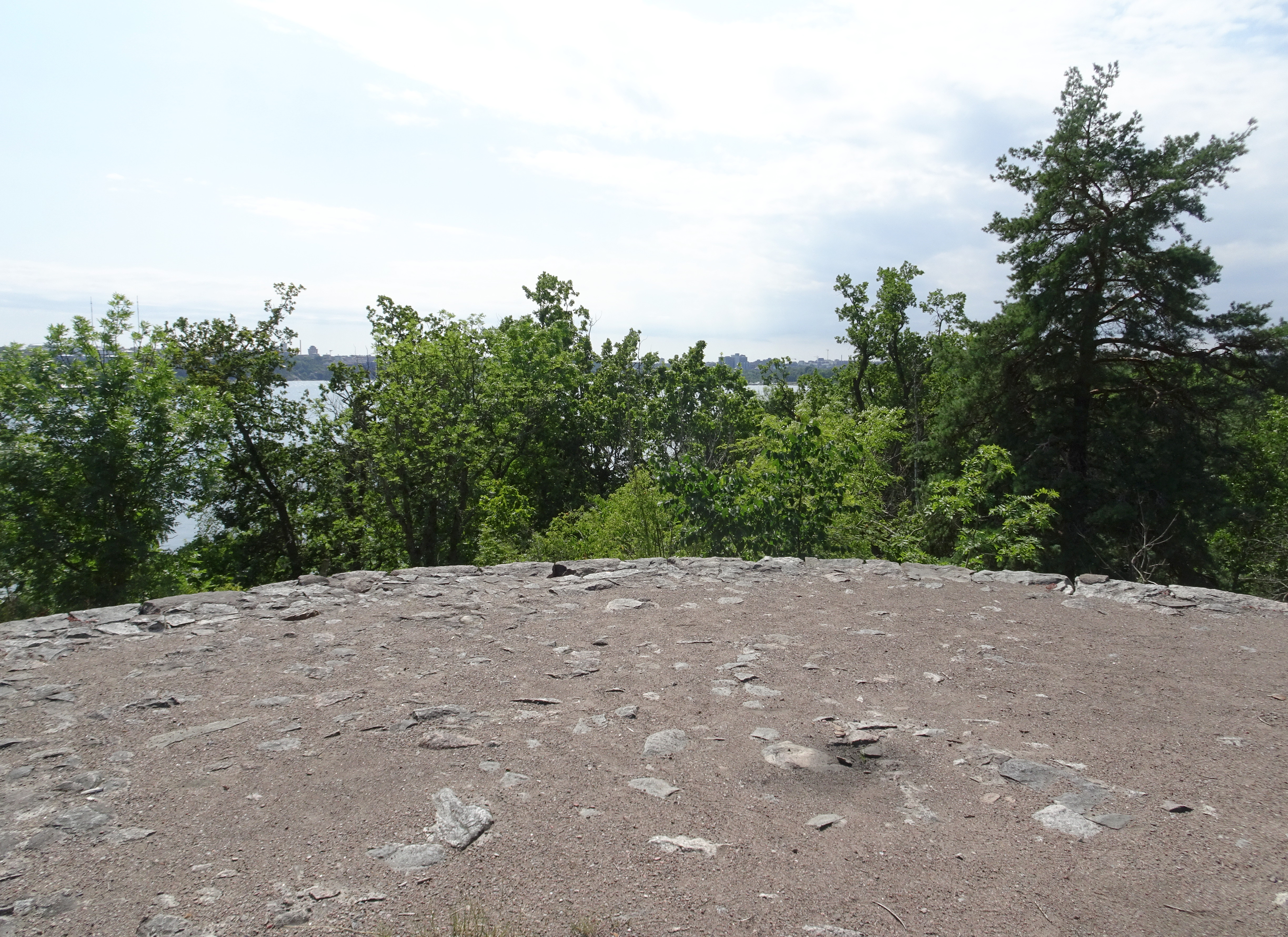
Nidaros halvrunda terrass med vy över Lilla Värtan.
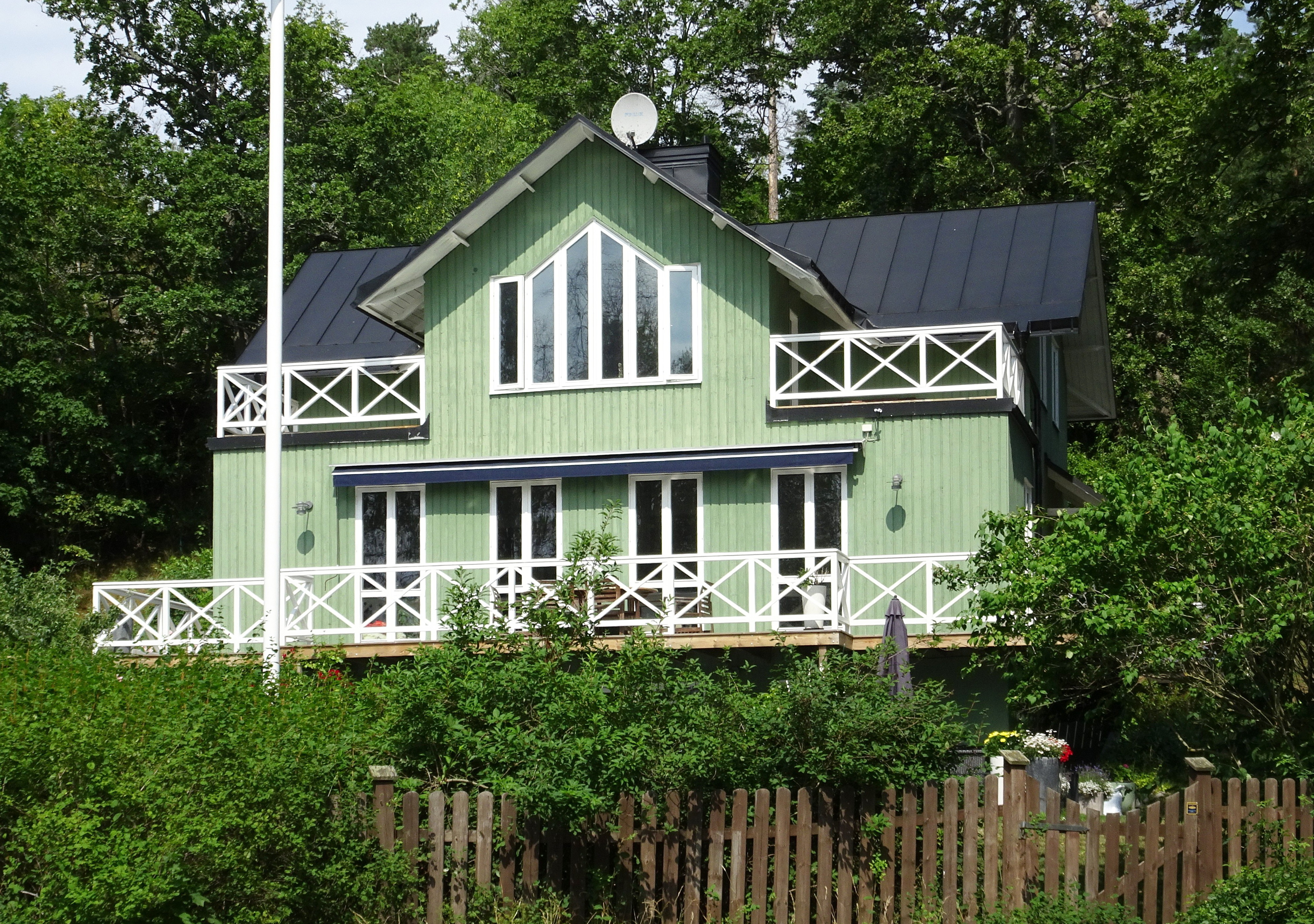
Villa Fredriksberg, juli 2021.